# Alfred Behre
Alfred Behre (* 21. Juni 1876 in Hamburg; † 23. Juni 1966) war ein deutscher Lebensmittelchemiker. Er war Direktor des Chemischen Untersuchungsamtes zu Altona.

## Leben
Er wurde als Sohn des Kaufmanns Conrad Adolf Behre und dessen Ehefrau Emilie geborene Hanemann in Hamburg geboren. Seine Vorfahren waren Ärzte, Apotheker und Geistliche. Nach dem Besuch des Realgymnasiums des Johanneums in Hamburg studierte er unter anderem an der Universität Kiel, wo er zum Dr. phil. promovierte. Das Thema seiner Dissertation 1901 lautete Beiträge zur Kenntnis der O-Acylverbindungen einiger Ketonsäureester, Diketone und verwandter Körper. Während seines Studiums wurde er 1896 Mitglied der Burschenschaft Arminia auf dem Burgkeller und war auch Mitglied der Burschenschaft Franconia Münster.
1906 wurde Alfred Behre Direktor des Städtischen Chemischen Untersuchungsamtes in Chemnitz, bis er die Stelle 1924 verließ. 1924–1938 war er Direktor der Chemischen Untersuchungsanstalt Hamburg-Altona. Er trug den Professorentitel.

## Schriften (Auswahl)
- Beiträge zur Kenntnis der O-Acylverbindungen einiger Ketonsäureester, Diketone und verwandter Körper. Kiel 1901.
- Chemische Laboratorien und ihre neuzeitlichen Einrichtung und Leitung. Akademische Verlagsgesellschaft, Leipzig 1928.
- Kurzgefasstes Handbuch der Lebensmittelkontrolle für Lebensmittelchemiker, Verwaltungs- und Gerichtsbehörden, sowie Erzeuger, Verkäufer und Verbraucher von Lebensmitteln. Akademische Verlagsgesellschaft, Leipzig 1931.
- Chemisch- physikalische Laboratorien und ihre neuzeitliche Einrichtungen. Akademische Verlagsgesellschaft Becker & Erler, Leipzig 1942.
- Behre's Taschenbuch der Fischwarenkontrolle. Pflichte, Rechte, Kommentar. Keune, Hamburg 1948.
- Chemisch-physikalische Laboratorien und ihre neuzeitlichen Einrichtungen. Geest & Portig, Leipzig 1950.

## Familie
Alfred Behre heiratete Maja Halgreen, deren Vater aus Dänemark-Schweden stammte, die Mutter kam aus Westfalen. Aus der Ehe gingen eine Tochter und zwei Söhne hervor.